# Eurovision France, c'est vous qui décidez 2021
La prima edizione di Eurovision France, c'est vous qui décidez si è svolta il 30 gennaio 2021 e ha selezionato il rappresentante della Francia all'Eurovision Song Contest 2021 a Rotterdam.
La vincitrice è stata Barbara Pravi con Voilà.

## Organizzazione
Dopo la cancellazione dell'Eurovision Song Contest 2020 a causa della pandemia di COVID-19, il 21 giugno 2020 l'emittente francese France Télévisions ha confermato la sua partecipazione all'edizione del 2021, ospitata nuovamente dalla città olandese di Rotterdam, annunciando inoltre l'organizzazione di un nuovo format per selezionare il rappresentante nazionale. Pertanto, Tom Leeb, che era stato selezionato internamente l'anno precedente, non è stato riconfermato come rappresentante eurovisivo francese.

### Format
Il programma, che si è tenuto il 30 gennaio 2021 a Parigi, è stato condotto da Stéphane Bern e Laurence Boccolini ed è stato trasmesso su France 2. L'evento è stato diviso in tre parti: in un primo round di voto, i sette partecipanti più votati dal pubblico hanno avuto accesso automaticamente alla fase successiva; fra i cinque rimanenti, una giuria composta da dieci personaggi dello spettacolo francesi e internazionali ha scelto l'ottavo superfinalista. Nella terza e ultima fase, il voto combinato del pubblico e dei giurati ha scelto il vincitore fra gli otto finalisti.

### Giuria
La giuria internazionale è composta da:
- Amir Haddad, rappresentante della Francia all'Eurovision Song Contest 2016
- Marie Myriam, vincitrice dell'Eurovision Song Contest 1977
- Jean-Paul Gaultier, stilista
- Natasha St-Pier, rappresentante della Francia all'Eurovision Song Contest 2001
- Duncan Laurence, vincitore dell'Eurovision Song Contest 2019
- Chimène Badi, cantante
- André Manoukian, compositore
- Élodie Gossuin, modella, Miss Francia e Miss Europa 2001
- Agustín Galiana, cantante e attore
- Michèle Bernier, attrice e comica

## Partecipanti
France 2 ha accettato proposte per Eurovision France fra il 29 giugno e il 30 settembre 2020, con la clausola che la gran parte del testo fosse in lingua francese. Una commissione interna ha selezionato prima le 30 canzoni migliori, e con una seconda scrematura ha scelto i 12 finalisti. Gli artisti partecipanti e i titoli dei brani in gara sono stati rivelati il 9 dicembre 2020. A partire dal successivo 16 dicembre, France 2 ha mandato in onda in prima serata lo speciale Eurovision France - les finalistes, nel quale ogni sera è stato presentato un brano della competizione.
| Artista          | Titolo                        | Lingua              | Compositori                                   |
| ---------------- | ----------------------------- | ------------------- | --------------------------------------------- |
| 21 Juin le Duo   | Peux-tu me dire?              | Francese            | Julien Guillemin, Manon Pècheur, Jan Orsi     |
| Ali              | Paris me dit (Yalla ya helo!) | Francese            | Hyphen Hyphen                                 |
| Amui             | Maeva                         | Francese, tahitiano | Ken Carlter, Serena F. Carlter, Edwiga Taerea |
| Andriamad        | Alléluia                      | Francese, inglese   | Andriamad                                     |
| Barbara Pravi    | Voilà                         | Francese            | Barbara Pravi, Lili Poe, Igit                 |
| Casanova         | Tutti                         | Francese, corso     | Yoann Casanova, Théo Grasset, Jérôme Brulant  |
| Céphaz           | On a mangé le soleil          | Francese            | Antoine Essertier, Elise Rieslinger           |
| Juliette Moraine | Pourvu qu'on m'aime           | Francese            | Juliette Moraine, Rémi Portat                 |
| LMK              | Magique                       | Francese, inglese   | Eve-Line Lamarca, High P                      |
| Philippine       | Bah non                       | Francese            | Philippine Zadéo, Caméléon                    |
| Pony X           | Amour fou                     | Francese, inglese   | Spoolman, SquirL, Clarence                    |
| Terence James    | Je t'emmènerai danser         | Francese            | Terence James, Ben Mazué                      |

## Finale
La finale si è tenuta il 30 gennaio 2021 presso gli France TV Studio, ed è stata trasmessa su France 2 e TV5 Monde. Valentina, vincitrice del Junior Eurovision Song Contest 2020, si è esibita come ospite speciale della serata con il brano J'imagine.

### Prima fase –Les Qualifications
Nella prima fase della serata, denominata Les Qualifications, il televoto ha promosso sette artisti da far accedere alla fase finale.
     Qualificato dal televoto
| #  | Artista          | Titolo                        |
| -- | ---------------- | ----------------------------- |
| 1  | Andriamad        | Alléluia                      |
| 2  | Juliette Moraine | Pourvu qu'on m'aime           |
| 3  | Céphaz           | On a mangé le soleil          |
| 4  | Amui             | Maeva                         |
| 5  | Philippine       | Bah non                       |
| 6  | Terence James    | Je t'emmènerai danser         |
| 7  | Barbara Pravi    | Voilà                         |
| 8  | Pony X           | Amour fou                     |
| 9  | Casanova         | Tutti                         |
| 10 | LMK              | Magique                       |
| 11 | Ali              | Paris me dit (Yalla ya helo!) |
| 12 | 21 Juin le Duo   | Peux-tu me dire?              |

### Seconda fase –L'Euro-ticket
Nella seconda fase della serata, denominata L'Euro-ticket, la giuria internazionale ha selezionato l'ultimo finalista da far accedere alla finale.
     Qualificato dalla giuria
| # | Artista       | Titolo                        |
| - | ------------- | ----------------------------- |
| 1 | Andriamad     | Alléluia                      |
| 2 | Philippine    | Bah non                       |
| 3 | Terence James | Je t'emmènerai danser         |
| 4 | LMK           | Magique                       |
| 5 | Ali           | Paris me dit (Yalla ya helo!) |

### Fase finale –Le Vote ultime
Nell'ultima fase, nota anche come Le Vote ultime, il voto combinato della giuria con quello del televoto ha decretato il vincitore tra gli otto finalisti. Barbara Pravi è stata proclamata vincitrice vincendo sia il voto della giuria che nel televoto.
| # | Artista          | Titolo               | Punteggio | Punteggio | Punteggio | Posizione |
| # | Artista          | Titolo               | Giuria    | Televoto  | Totale    | Posizione |
| - | ---------------- | -------------------- | --------- | --------- | --------- | --------- |
| 1 | Juliette Moraine | Pourvu qu'on m'aime  | 76        | 60        | 136       | 2         |
| 2 | Céphaz           | On a mangé le soleil | 52        | 30        | 82        | 5         |
| 3 | Amui             | Maeva                | 8         | 70        | 78        | 6         |
| 4 | Barbara Pravi    | Voilà                | 104       | 100       | 204       | 1         |
| 5 | Pony X           | Amour fou            | 74        | 50        | 124       | 3         |
| 6 | Casanova         | Tutti                | 22        | 80        | 102       | 4         |
| 7 | LMK              | Magique              | 66        | 10        | 76        | 7         |
| 8 | 21 Juin le Duo   | Peux-tu me dire?     | 18        | 20        | 38        | 8         |

| Brano                | M. Myriam | J.-P. Gaultier | É. Gossuin | D. Laurence | C. Badi | M. Bernier | A. Manoukian | N. St-Pier | A. Galiana | A. Haddad |
| -------------------- | --------- | -------------- | ---------- | ----------- | ------- | ---------- | ------------ | ---------- | ---------- | --------- |
| Pourvu qu'on m'aime  | 6         | 6              | 8          | 8           | 8       | 12         | 6            | 10         | 6          | 6         |
| On a mangé le soleil | 8         | 8              | 6          | 4           | 2       |            | 8            | 6          | 2          | 8         |
| Maeva                |           |                |            |             |         | 2          | 4            | 2          |            |           |
| Voilà                | 2         | 10             | 12         | 10          | 12      | 10         | 12           | 12         | 12         | 12        |
| Amour fou            | 12        | 12             | 10         | 2           | 10      | 4          | 2            | 8          | 4          | 10        |
| Tutti                | 4         |                | 2          | 6           |         |            |              |            | 8          | 2         |
| Magique              | 10        | 2              |            | 12          | 6       | 8          | 10           | 4          | 10         | 4         |
| Peux-tu me dire?     |           | 4              | 4          |             | 4       | 6          |              |            |            |           |